# Enrico Caruso
Enrico Caruso, född 25 februari 1873 i Neapel, död 2 augusti 1921 i Neapel, var en italiensk operasångare (tenor). 
Caruso var en av de första större namnen för sin tid vars sånginsatser spelades in på grammofonskiva från 1902 till 1920 och som såldes kommersiellt i flera länder.

## Biografi
Caruso var elev till Guglielmo Vergine. Han debuterade obemärkt i Neapel 1894 och sjöng därefter på mindre italienska scener tills han fick sitt stora genombrott på Teatro Lirico i Milano, där han medverkade i uruppförandet av Giordanos Fedora. Det blev början till en kometkarriär som år 1900 förde honom till La Scala i Milano där han debuterade som Rodolfo i Puccinis La Bohème och till Covent Garden i London där han sjöng hertigen i Verdis Rigoletto. Under åren 1898–1902 sjöng han dessutom i bland annat  Sankt Petersburg i Ryssland, Buenos Aires i Argentina, Tyskland och i Paris i Frankrike.
Hertigen i Rigoletto var också hans första roll på Metropolitan i New York i USA 1903. Där var han den populäraste sångaren och framträdde i mer än 600 föreställningar tills han drog sig tillbaka 1920. 1917 gjorde han en större turné i USA. 1919-21 var han knuten till Metropolitanoperan i New York.
Caruso sjöng vid urpremiären på bland annat Cilèas Adriana Lecouvreur (1902) och Puccinis Flickan från vilda västern och vid ett flertal amerikanska förstagångsuppföranden.
Caruso blev snart känd som sin tids yppersta tenorsångare i kraft av röstens skönhet, det rena och lätta tonflödet samt det dramatiska uttryckets lidelsemättade styrka. Hans repertoar omfattade italienska och franska operor, utöver de tidigare nämnda bland andra Aida, Otello och Leoncavallos Pajazzo. Bland franska operor kan nämnas Scribes Hugenotterna, Gounods Faust, Saint-Saëns Simson och Delila och Bizets Carmen. Han fick mycket höga arvoden. 
Enrico Caruso var också en av de första riktigt stora stjärnorna på grammofonskiva, och innebar en stor vinst såväl ekonomiskt som prestigemässigt för skivbolaget Victor som han var knuten till under huvuddelen av sin skivkarriär.
Han avled, 48 år gammal, av bukhinneinflammation. 50.000 personer deltog vid hans begravning i Neapel.
Caruso utgav även Come si deve cantare (svensk översättning, Hur man skall sjunga 1914), och en samling karikatyrteckningar, Caruso-book (1906).

## Musikstycken

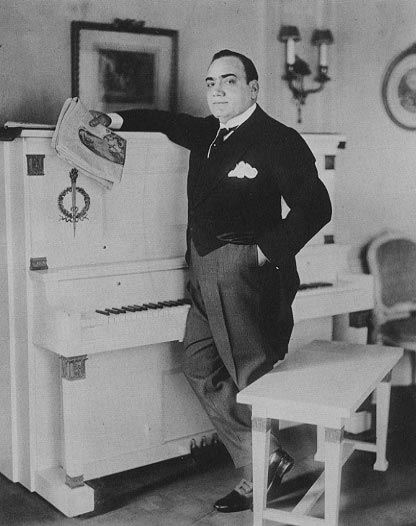
Enrico Caruso.